# يورغن بيتر مولر
يورغن بيتر مولر (بالدنماركية: Jørgen Peter Müller)‏ هو كاتب وصحفي دنماركي، ولد في 7 أكتوبر 1866 في Nykøbing Falster ‏ في الدنمارك، وتوفي في 17 نوفمبر 1938 في كوبنهاغن في الدنمارك.